# Cantone di Percy
Il Cantone di Percy era una divisione amministrativa dell'arrondissement di Saint-Lô.
È stato soppresso a seguito della riforma complessiva dei cantoni del 2014, che è entrata in vigore con le elezioni dipartimentali del 2015.
Comprendeva i comuni di:
- Beslon
- Le Chefresne
- La Colombe
- Le Guislain
- La Haye-Bellefond
- Margueray
- Maupertuis
- Montabot
- Montbray
- Morigny
- Percy
- Villebaudon